# الدی
الدی روستای کوچکی از توابع بخش کیش شهرستان بندر لنگه استان هرمزگان واقع در جنوب ایران است.

## محدودهٔ الدی
از شمال دهکون، از جنوب دریا، از مغرب سفین، و از سمت مشرق به سیم محدود می‌گردد.

## جمعیت
جمعیتش در حدود ۴۵ نفر است که به زبان عربی صحبت می‌کنند و مذهب آن‌ها سنی شافعی است. این روستا دارای مسجد و مدرسه است.

## پیشه
پیشهٔ مردم روستا صید و ماهی‌گیری است و از این راه امرار معاش می‌کنند.